# Penelope Plummer
Pour les articles homonymes, voir Plummer.
Penelope Plummer, née le 26 octobre 1949 à Melbourne en Australie, est une reine de beauté et actrice australienne.
Elle fut couronnée Miss Monde 1968.

## Biographie
Après avoir remporté le concours Miss Monde, Plummer est apparu dans un show de Bob Hope en 1969 à Osan en Corée, avec l'actrice suédo-américaine Ann-Margret. 

## Vie privée
Penelope Plummer a épousé Michael Clarke le 1er janvier 1970 à Gosford, en Nouvelle-Galles du Sud.